# 'O sole mio
Pour les articles homonymes, voir O sole mio (homonymie).
Clip vidéo
[vidéo] « Mario Lanza - 'O Sole Mio - film Le Grand Caruso (1951) », sur YouTube
'O sole mio (mon soleil, en napolitain) est une chanson d'amour napolitaine composée par les napolitains Eduardo di Capua et Alfredo Mazzucchi (it) en 1898, avec des paroles de Giovanni Capurro. Elle est enregistrée pour la première fois par le ténor italien Giuseppe Anselmi (en) en 1907[source insuffisante], et devient une des chansons italiennes et napolitaines les plus célèbres du monde avec ses reprises par le ténor Enrico Caruso en 1916, Mario Lanza pour le film Le Grand Caruso de 1951, ou encore Elvis Presley avec sa version It's Now or Never (C'est maintenant ou jamais) de 1960.

## Historique
Cette sérénade amoureuse, accompagnée à la mandoline napolitaine, est composée en 1898 par Eduardo di Capua, sur des paroles du poète napolitain Giovanni Capurro, lors d'un voyage à Odessa en Ukraine dans l'ancien Empire russe. L'air et les paroles sur le thème de « la beauté d'une journée napolitaine amoureuse et ensoleillée » leur auraient été inspirés par leur mal du pays sous le soleil d'Odessa au bord de la mer Noire, et par Anna Maria Vignati-Mazza de Nola (épouse du sénateur de Naples Giorgio Arcoleo (it), lauréate du premier concours de beauté de Naples de l'époque).
La chanson remporte le 2e prix du festival de chanson napolitaine Festa di Piedigrotta de Naples 1898 (concours de chanson d'amour en napolitain de trois strophes). Ayant vendu pour une faible somme leurs droits d'auteur-compositeur à la maison d'édition Ferdinando Bideri (nap) de Naples, l’immense succès ultérieur de la chanson ne rapportera aucune fortune à ses auteurs. Un descendant héritier du compositeur Alfredo Mazzucchi (it) obtient en 2002 (après 25 ans de procès au tribunal de Turin) la reconnaissance post mortem de co-droit de compositeur jamais revendiqués de son vivant de son aïeul.

## Reprises

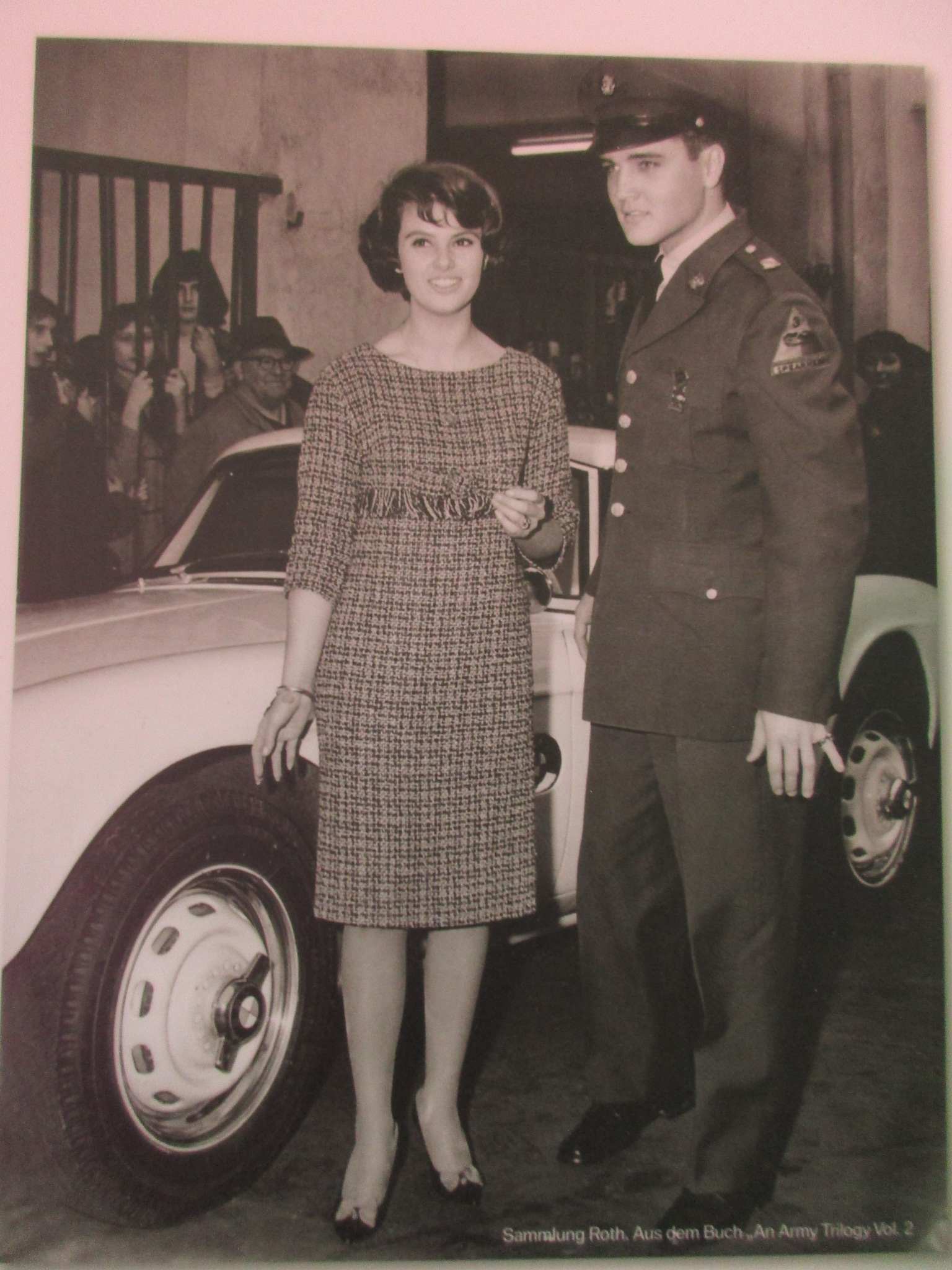
Elvis Presley pendant son service militaire en Allemagne, avec sa reprise It's Now or Never de 1960.

La chanson est reprise par de nombreux interprètes de musique classique, et fait partie du répertoire de nombreux ténors, dont Enrico Caruso (1916), Beniamino Gigli, Tito Schipa, Giuseppe Di Stefano, Mario Lanza (pour le film Le Grand Caruso de 1951, nommé pour l'Oscar de la meilleure musique de film 1952), Mario Del Monaco, Luciano Pavarotti (Grammy Award de la meilleure performance vocale classique pour son interprétation en 1980) avec José Carreras et Plácido Domingo, ou Andrea Bocelli.
Elle est également reprise avec succès par de nombreux interprètes de chansons de variété et de films musicaux (entre autres avec des paroles françaises d'Amédée-Louis Hettich) dont Tino Rossi (pour son film Naples au baiser de feu de 1937), Dario Moreno (1960), Dalida (pour son film Parlez-moi d'amour de 1961), Luis Mariano (1967), Frédéric François (1995).
Elvis Presley entend cette sérénade pendant son service militaire en Allemagne, et demande alors à ses auteurs partenaires Aaron Schroeder et Wally Gold (en) de lui composer des paroles américaines personnalisées pour sa reprise It's Now or Never (C'est maintenant ou jamais) qui devient l'un des plus importants succès international de sa carrière à la fin de son service en 1960 : elle est no 1 au Billboard Hot 100 américain pendant cinq semaines, avec un record de plus de 20 millions de disques vendus dans le monde[réf. souhaitée].
Elle fut reprise comme hymne national de l'équipe italienne aux Jeux olympiques de 1920 d'Anvers, en Belgique, ou pour une série de publicité des années 1980 pour les glaces à l'italienne Cornetto,, ainsi que par des interprètes tels qu'Angelo Branduardi (album Senza spina de 2009) ou Rachid Taha et Jeanne Added, qui en 2013 proposent une réinterprétation mêlant des paroles en anglais et en arabe.

## Au cinéma
- 1937 : Naples au baiser de feu d'Augusto Genina, avec Tino Rossi et Viviane Romance
- 1946 : O sole mio de Giacomo Gentilomo
- 1951 : Le Grand Caruso de Richard Thorpe, avec Mario Lanza, nommé pour l'Oscar de la meilleure musique de film 1952
- 1952 : La Mère de Mikio Naruse, chanté par Eiji Okada
- 1961 : Parlez-moi d'amour de Giorgio Simonelli, avec Dalida
- 1992 : Porco Rosso d'Hayao Miyazaki
- 1996 : La Belle Verte de Coline Serreau
- 1997 : Marius et Jeanette, de Robert Guédiguian (bande originale)
- 1999 : Shower, de Zhang Yang
- 2008 : Astérix aux Jeux olympiques de Frédéric Forestier et Thomas Langmann
- 2019 : Pavarotti de Ron Howard

## Paroles
| Paroles en napolitain Che bella cosa e' na jurnata 'e sole n'aria serena doppo na tempesta ! Pe' ll'aria fresca pare già na festa Che bella cosa e' na jurnata 'e sole Ma n'atu sole, cchiù bello, oje ne' 'O sole mio sta 'nfronte a te ! 'O sole, 'o sole mio sta 'nfronte a te ! sta 'nfronte a te ! Lùcene 'e llastre d''a fenesta toia; 'na lavannara canta e se ne vanta e pe' tramente torce, spanne e canta lùcene 'e llastre d'a fenesta toia. Ma n'atu sole cchiu' bello, oi ne'. 'O sole mio sta 'nfronte a te! Quanno fa notte e 'o sole se ne scenne, me vene quase 'na malincunia; sotto 'a fenesta toia restarria quanno fa notte e 'o sole se ne scenne. Ma n'atu sole, cchiù bello, oje ne' 'O sole mio sta 'nfronte a te! 'O sole, 'o sole mio sta 'nfronte a te ! sta 'nfronte a te ! | Traduction française Quelle belle chose qu'une journée de soleil, Un air serein après une tempête ! Pour l'air frais on se croirait en fête quelle belle chose qu'une journée de soleil Mais il n'y a pas un autre soleil aussi beau mon soleil à moi est face à toi. mon soleil, mon soleil à moi est face à toi. Les vitres de ta fenêtre scintillent, la blanchisseuse chante et se vante… pendant qu'elle essore, étend et chante. Les vitres de ta fenêtre scintillent. Mais il n'y a pas un autre soleil aussi beau mon soleil à moi est face à toi. mon soleil, mon soleil à moi est face à toi. Quand vient le soir et le soleil se couche la mélancolie me saisit… Je resterai sous ta fenêtre quand vient le soir et le soleil se couche. Mais il n'y a pas un autre soleil aussi beau mon soleil à moi est face à toi. mon soleil, mon soleil à moi est face à toi. | Adaptation française par A.-L. Hettich La belle chose qu'un soleil d'aurore, Jetant au loin l'éveil de sa lumière ! Un frisson passe sur la Terre entière, La belle chose qu'un soleil d'aurore ! Mais sur mon rêve, Plus radieux, Un soleil règne Que j'aime mieux : Sa flamme est sur ta lèvre, Et sa clarté Brille en tes yeux ! La belle chose qu'un soleil en flammes, Par les midis d'été brûlant la plaine ! Des senteurs chaudes soufflent leur haleine, La belle chose qu'un soleil en flammes ! Mais sur mon rêve, Plus radieux, Un soleil règne Que j'aime mieux : Sa flamme est sur ta lèvre, Et sa clarté Brille en tes yeux ! |